# Glicerolo-3-fosfato O-aciltransferasi
La glicerolo-3-fosfato O-aciltransferasi è un enzima appartenente alla classe delle transferasi, che catalizza la seguente reazione:
acil-CoA + sn-glicerolo 3-fosfato ⇄ CoA + 1-acil-sn-glicerolo 3-fosfato
La donazione di acili può anche provenire da una proteina trasportante acili. L'enzima agisce solo sui derivati degli acidi grassi, con catena superiore al C10 in lunghezza.